# Muse (ep)
Muse is de eerste extended play van de Britse rockband Muse. Er bestaan 999 met de hand genummerde kopieën van de ep die op 11 mei 1998 werd uitgegeven. Drie van de vier nummers van de ep werden later opnieuw opgenomen voor het studioalbum Showbiz, namelijk "Overdue", "Cave" en "Escape". Het nummer Coma werd de B-kant van de single Cave.

## Tracklist
Alle muziek en teksten zijn geschreven door Matthew Bellamy. 
| Nr. | Titel   | Duur |
| --- | ------- | ---- |
| 1.  | Overdue | 4:09 |
| 2.  | Cave    | 4:44 |
| 3.  | Coma    | 3:34 |
| 4.  | Escape  | 3:20 |

## Trivia
- De albumhoes van de ep bevat een vervormde en opnieuw gerangschikte foto van de drummer van de band, Dominic Howard.